# Ráckevei Anna
Ráckevei Anna (Budapest, 1960. február 25. –) Jászai Mari-díjas magyar színésznő, érdemes és kiváló művész, 2013–2018 között a debreceni Csokonai Nemzeti Színház igazgatója.

## Élete
Ráckevei Lajos és Domokos Emília gyermekeként született, gyermekkorát Tökölön töltötte, két idősebb fiútestvére van. Édesapja a Csepel Művekben éjszakai kohászként dolgozott, szilikózisban hunyt el. Édesanyja erdélyi származású volt.
A Móricz Zsigmond Gimnáziumban érettségizett, 1978–1981 között a Nemzeti Színház Stúdiósa volt. 1981-ben negyedszeri jelentkezésekor vették fel a Színház- és Filmművészeti Főiskolára, ahol 1985-ben végzett. 1985–1989 között a Madách Színház, 1989–1991 között pedig a Nemzeti Színház tagja volt. 1991–1993 között szabadfoglalkozású színészként dolgozott, 1993–1997 között a Művész Színházban, illetve Thália Színházban játszott. 1997-ben a Kelemen László Színkör, 1998-ban az Új Színház tagja lett, 2006-ig. 2002 és 2003 között a Nemzetibe tért vissza. 2006–tól a debreceni Csokonai Nemzeti Színház művésze. 2013. március 28-án Debrecen város közgyűlése a Csokonai Nemzeti Színház igazgatójává választotta. Mandátuma 2018-ban járt le, nem pályázott újra.
Első filmszerepe az 1985-ben készült Bevégezetlen ragozás című tévéfilmben volt. 
Meryl Streep, háromszoros Oscar- és kilencszeres Golden Globe-díjas amerikai színésznő magyar hangja.
2016-ban a Forbes őt választotta a 8. legbefolyásosabb magyar nőnek a kultúrában.

### Családja
Férje Horváth Lajos Ottó színművész volt, főiskolai tanulmányaik alatt ismerték meg egymást, később elváltak. Lányuk Horváth Julianna színésznő. Fiuk, Horváth Milán az SZFE prózai színész hallgatója.

## Színpadi szerepek
- Arthur Miller: A salemi boszorkányok....Abigail
- A csodabarlang....Leonarda
- Bertolt Brecht: A szecsuáni jólélek....Sen Te
- Borbély Szilárd: Halotti pompa
- Bornemisza Péter: Magyar Elektra....Elektra
- Goldoni: Chioggiai csetepaté....Libera
- Carlo Goldoni: A legyező....Susanna, fehérnemű-kereskedő
- Dumas–Sartre: Kean, a színész....Anna Damby
- Edmond Rostand: A két Pierrot....Colombina
- Ellen Maddow: Flip Side....Marilyn, Sylvia
- Eörsi István: Tragédia magyar nyelven....Antigóné
- Ernest Theodor Hoffmann - Lőrinczy Attila: A csoda alkonya....Lisa asszony
- Fejes Endre: Rozsdatemető....Reich Kató
- Friedrich Schiller: Ármány és szerelem....Lady Milford
- Georg Büchner: Leonce és Léna....A nevelőnő
- Gorkij: Éjjeli menedékhely....Vaszilisza Karpovna
- Göncz Árpád: Pesszimista komédia....Éva
- Henrik Ibsen: Peer Gynt....Solvejg
- Joyce: Számkivetettek....Bertha
- Kapecz Zsuzsa - Pataki Éva - Selmeczi György: Vedd könnyen, szivi!....Stratt Elza, zongorakísérő
- Kiss Csaba: Kun László....Erzsébet anyakirályné
- Liszt Ferenc: Krisztus
- Miguel de Cervantes: A szerelemféltő aggastyán
- Molnár Ferenc: Olympia....Eugénia
- Molnár Ferenc: Üvegcipő....Adél
- Móricz Zsigmond: Rokonok....Lina
- Shakespeare: A vihar....Miranda
- Shakespeare: Rómeó és Júlia....Capuletné
- Shakespeare: Szeget szeggel....Izabella
- Vörösmarty Mihály: Csongor és Tünde....Tünde

## Filmjei

### Játékfilmek
- Elysium (1986)
- Malom a pokolban (1987)
- Küldetés Evianba (1988)
- Tüske a köröm alatt (1988)
- A másik ember (1988)
- A három nővér (1991)
- Anna filmje (1992)
- Könyörtelen idők (1992)
- Vigyázók (1993)
- Szomorú vasárnap (1999)
- Pillangó (2012)
- Nincs kegyelem (2016)
- Patthelyzet (2020)

### Tévéfilmek
- Bevégezetlen ragozás (1985)
- Hajnalban, délben, este (1985)
- Csodakarikás (1987)
- Illatszertár (1987)
- A lepecsételt lakás (1987)
- Halottak gyertyafényben (1987)
- Ítéletidő (1988)[13]
- Malom a Séden (1988)
- Margarétás dal (1989)
- Labdaálmok (1989)
- A megközelíthetetlen (1989)
- Pán Péter (1991)[14]
- Társasjátékok (1992)
- Baldi (1995)
- Kisváros (1999)[15]
- Millenniumi mesék (2001)
- A titkos háború (2002)
- Hóesés a Vízivárosban (2004)
- Méhek tánca (2007)

## Szinkronszerepei
- Ágytól, asztaltól: Billie Reimann - Ute Willing
- Távol Afrikától (1985) -  Meryl Streep
- Charlie- majom a családban"1": Michaela Martin - Karin Kienzer
- Képeslapok a szakadékból (1990) - Meryl Streep
- Leszámolás Kis-Tokióban (1991) Minako - Tia Carrere
- Tranzit a mindenhatóhoz (1991) - Meryl Streep
- A bárányok hallgatnak (1991) - Jodie Foster
- A szív hídjai (1995) - Meryl Streep
- Marvin szobája (1996) - Meryl Streep
- Életem értelme (1998) - Meryl Streep
- A szív dallamai (1999)  - Meryl Streep
- Parázsló szenvedélyek (2006) Marie-Thérèse Bertin - Nicole Jamet
- Egy gésa emlékiratai (2005) -Michelle Yeoh
- Az utolsó adás (2006) - Meryl Streep
- A belső ember (2006) - Jodie Foster
- A másik én (2007 Neil Jordan) Erica Bain - Jodie Foster
- Mamma Mia! (2008) - Meryl Streep
- Julie és Julia (2009) - Meryl Streep
- A vaslady (2011) - Meryl Streep
- Amit még mindig tudni akarsz a szexről (2012) - Meryl Streep

## CD, hangoskönyvek
- Szabó Magda: A pillanat - Creusais
- Szabó Magda: Régimódi történet
- Szabó Magda: Katalin utca
- Az 1001 éjszaka meséiből

## Rádiójáték
- Hernádi Gyula: Gólem (1986)
- Mándy Iván: Ismerkedő (1986)
- Zalán Tibor: Hagyd magára a napot (1986)
- Határ Győző: Az aranypalást (1988)
- William Shakespeare: A vihar (1991)
- Ambrus Zoltán: Giroflé és Girofla (1995)
- Anton Pavlovics Csehov: Régi ismerősök (1996)
- Gion Nándor: Ott zöldebb volt az erdő (1996)
- Simone de Beauvoir: Minden ember halandó (2006)
- Hunyady Sándor: Géza és Dusán – Irina[16]

## Díjai, elismerései
- Rajz János-díj (1990)
- Jászai Mari-díj (1991)
- Farkas–Ratkó-díj (1991)
- Magyar Művészetért díj (1992)
- Mensáros László-díj (1995)
- Kazinczy-díj (2004)
- Érdemes művész (2011)
- Kiváló művész (2018)
- Pest megye díszpolgára (2021)[17]